# Otavi-Dreieck

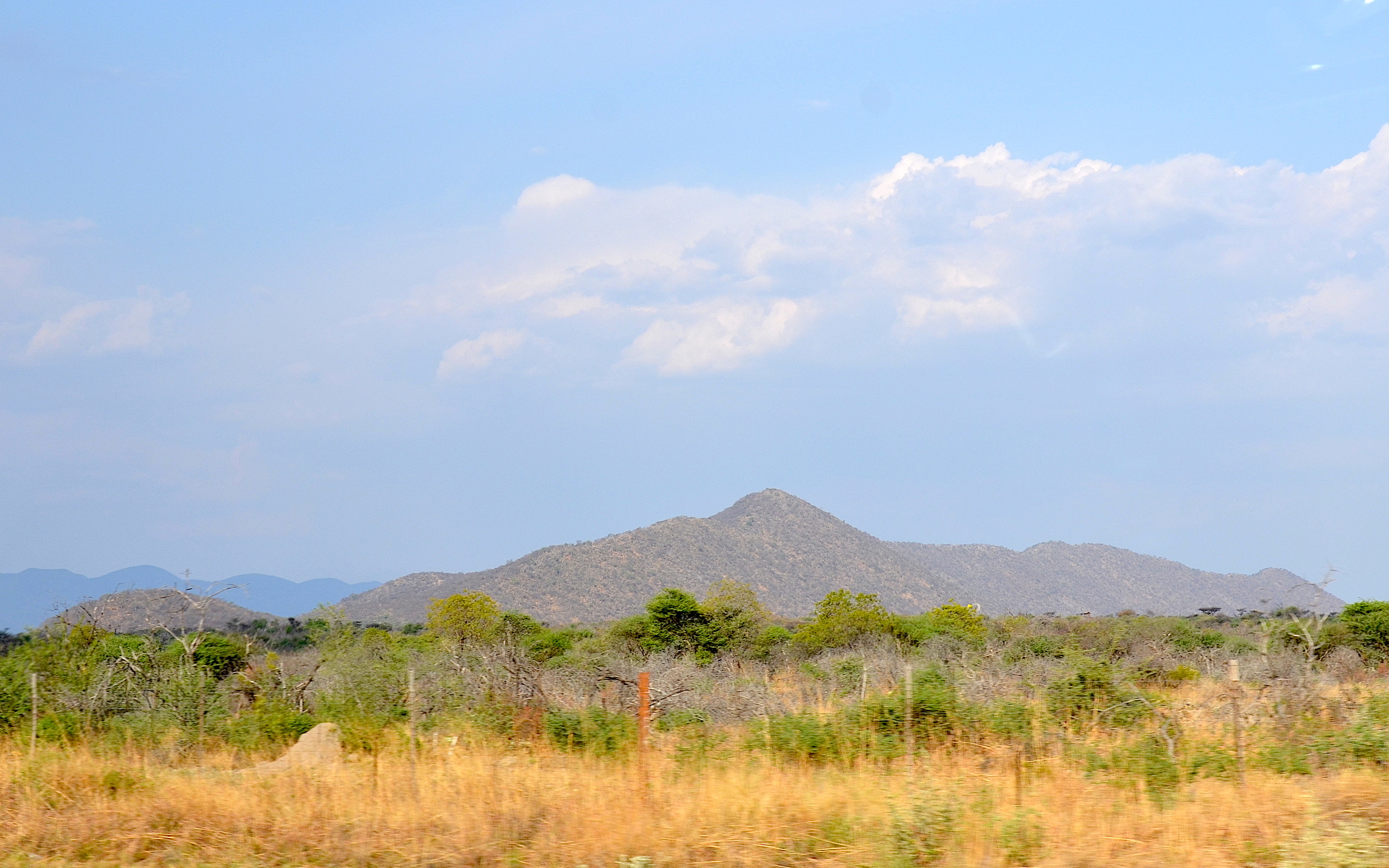
Elefantenberg im Otavi-Dreieck

Das Otavi-Dreieck oder Maisdreieck ist ein Gebiet in Namibia, welches zwischen den Ortschaften Otavi, Tsumeb und Grootfontein im Nordosten des Landes liegt.

## Namensherkunft
Die Fernstraßen zwischen den Städten Otavi, Tsumeb und Grootfontein, welche auf der Landkarte in Form eines Dreiecks verlaufen, bilden die äußere Grenze des Gebiets. Die drei Städte liegen dabei jeweils rund 60 Kilometer voneinander entfernt, so dass, grob gesehen, ein in etwa gleichschenkliges Dreieck entsteht. Da es als Kornkammer Namibias aufgrund des Maisanbaus gilt, ist der Name Maisdreieck weithin verbreitet.

## Geologie
Geologisch betrachtet stellt die sanfte Hügellandschaft im Dreieck, die Otaviberge, einen starken Kontrast zum Umland dar.
Eine weitere Besonderheit des Otavi-Dreiecks sind Höhlen, welche in großer Zahl vorkommen und Kenner dazu veranlassen, die Region als „Höhlendreieck“ zu bezeichnen. Etwa die Hälfte der bekannten und erschlossenen Höhlen Namibias befindet sich innerhalb der Region. So liegt zum Beispiel das Dragon Breath Hole im Otavi-Dreieck, dessen unterirdischer See noch größer ist als der Lost Sea in Tennessee (welcher dennoch bis heute vom Guinness-Buch der Rekorde als der größte unterirdische See der Welt geführt wird). Das Otavi-Dreieck ist das Herzstück eines grundwasserreichen Karstgebietes südöstlich von Etosha.

## Landwirtschaft
Durch den bis 2100 m über dem Meeresspiegel gelegenen Höhenzug der Otaviberge verfügt die Region über einen für namibische Verhältnisse sehr reichhaltigen Jahresniederschlag von mehr als 600 Millimeter im Jahr. Deshalb bietet das Otavi-Dreieck im Vergleich zum größten Teil des restlichen Landes sehr gute Bedingungen für den intensiven Ackerbau, woraus sich die alternative Bezeichnung der Region als Maisdreieck herleitet. Aufgrund der hohen Niederschläge wird im Otavi-Dreieck auf weiten Flächen Trockenfeldbau betrieben, wobei der Boden außerordentlich fruchtbar ist und reichliche Grundwasservorkommen genutzt werden können. Außerdem fallen die Temperaturen auch im Winter nur sehr selten unter den Gefrierpunkt. Angebaut werden vor allem Mais, Luzerne, Cocktailtomaten, Zitrusfrüchte und Weizen. Mais stellt dabei nach wie vor die wichtigste Nutzpflanze der Region dar; im Jahr 2004 wurde auf 5500 Hektar Mais angebaut, so dass das Otavi-Dreieck weiterhin eines der wichtigsten Maisanbaugebiete von Namibia darstellt. Außerdem werden vermehrt Rinder und Schweine gehalten.
Trotz des vergleichsweise hohen Jahresniederschlags tritt auch im Otavi-Dreieck, wie im restlichen Namibia, der Regen lediglich saisonal auf, so dass auch hier die landwirtschaftlichen Nutzflächen während der Trockenzeit bewässert werden müssen.
Im Otavi-Dreieck wird auch Weinbau betrieben.

## Sonstiges
Am 9. Juli 1915 kapitulierte die deutsche Schutztruppe in der Nähe von Otavi gegenüber den Südafrikanern, was das endgültige Ende von Deutsch-Südwestafrika bedeutete. Bis heute erinnert ein Denkmal in der Nähe der Stadt, das Khorab-Denkmal, an diese Begebenheit.